# فرودگاه بین‌المللی تان سون نهات
فرودگاه بین‌المللی تان سون نهات (یاتا: SGN، ایکائو: VVTS) (ویتنامی: Sân bay quốc tế Tân Sơn Nhất, ویتنامی: Cảng hàng không quốc tế Tân Sơn Nhất) بزرگ‌ترین و پررفت‌وآمدترین فرودگاه در کشور ویتنام است که سالانه بیش از ۲۲ میلیون مسافر از طریق آن جابه‌جا می‌شوند.
در نوامبر ۲۰۱۵ میلادی، این فرودگاه جمعاً گنجایش ۲۰ میلیون مسافر را داشت و در میان ۵۰ فرودگاه برتر جهان از نظر جابه‌جایی مسافر بوده‌است.

## شرکت‌های هواپیمایی و مقصدهای پروازی

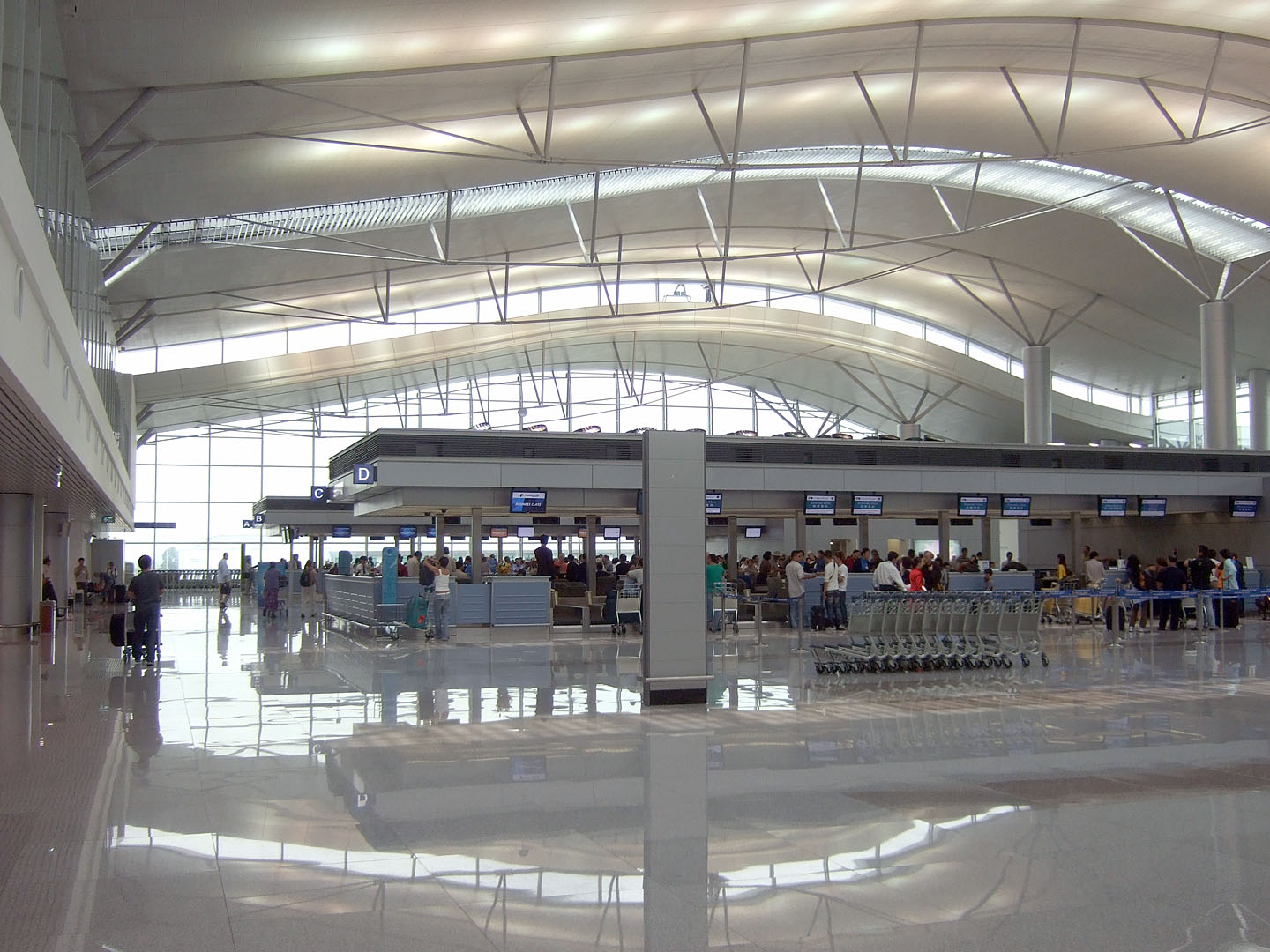
Check-in desks at terminal 2, Tan Son Nhat International Airport

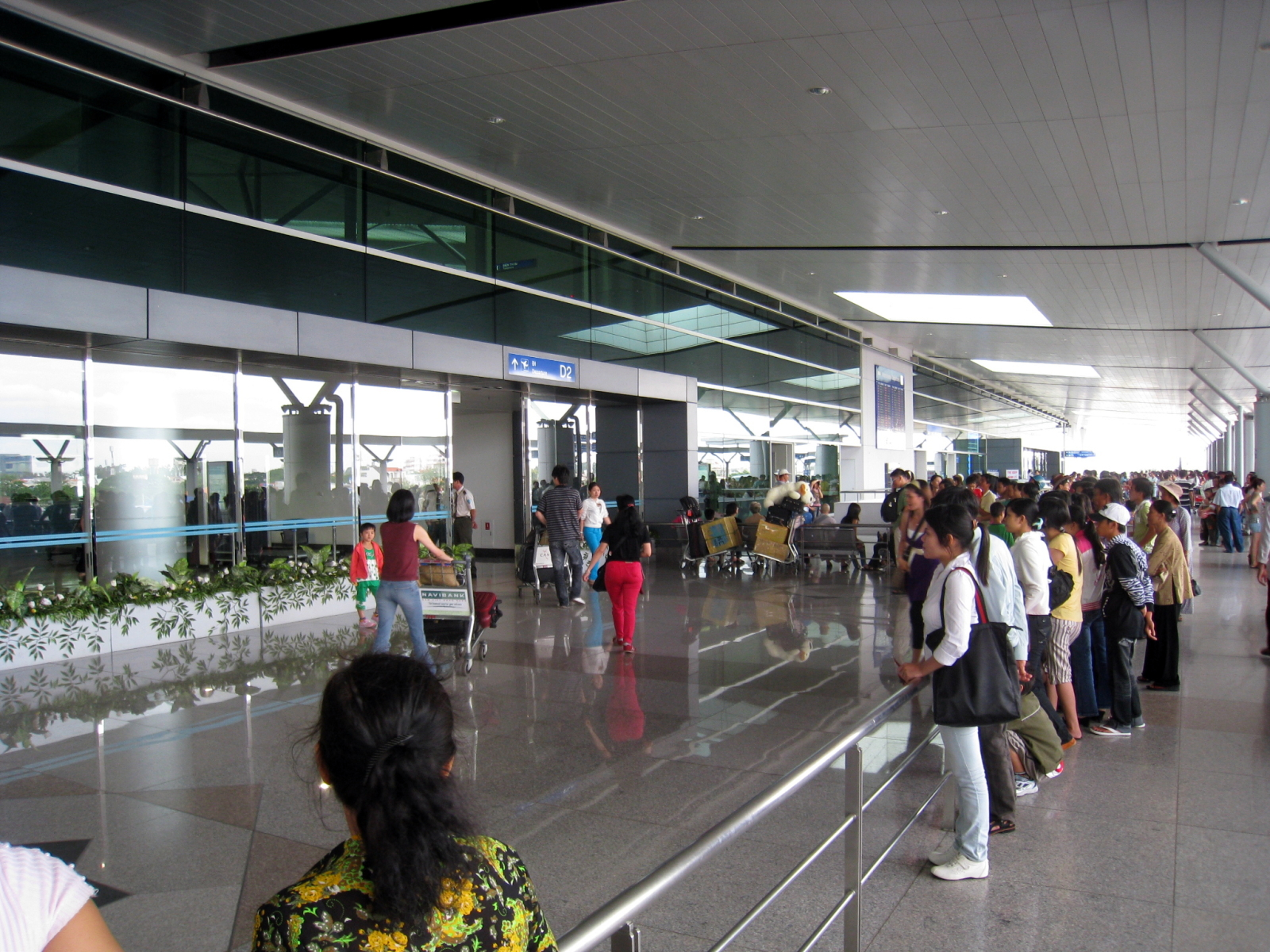
Level 3 of terminal 2, Tan Son Nhat International Airport

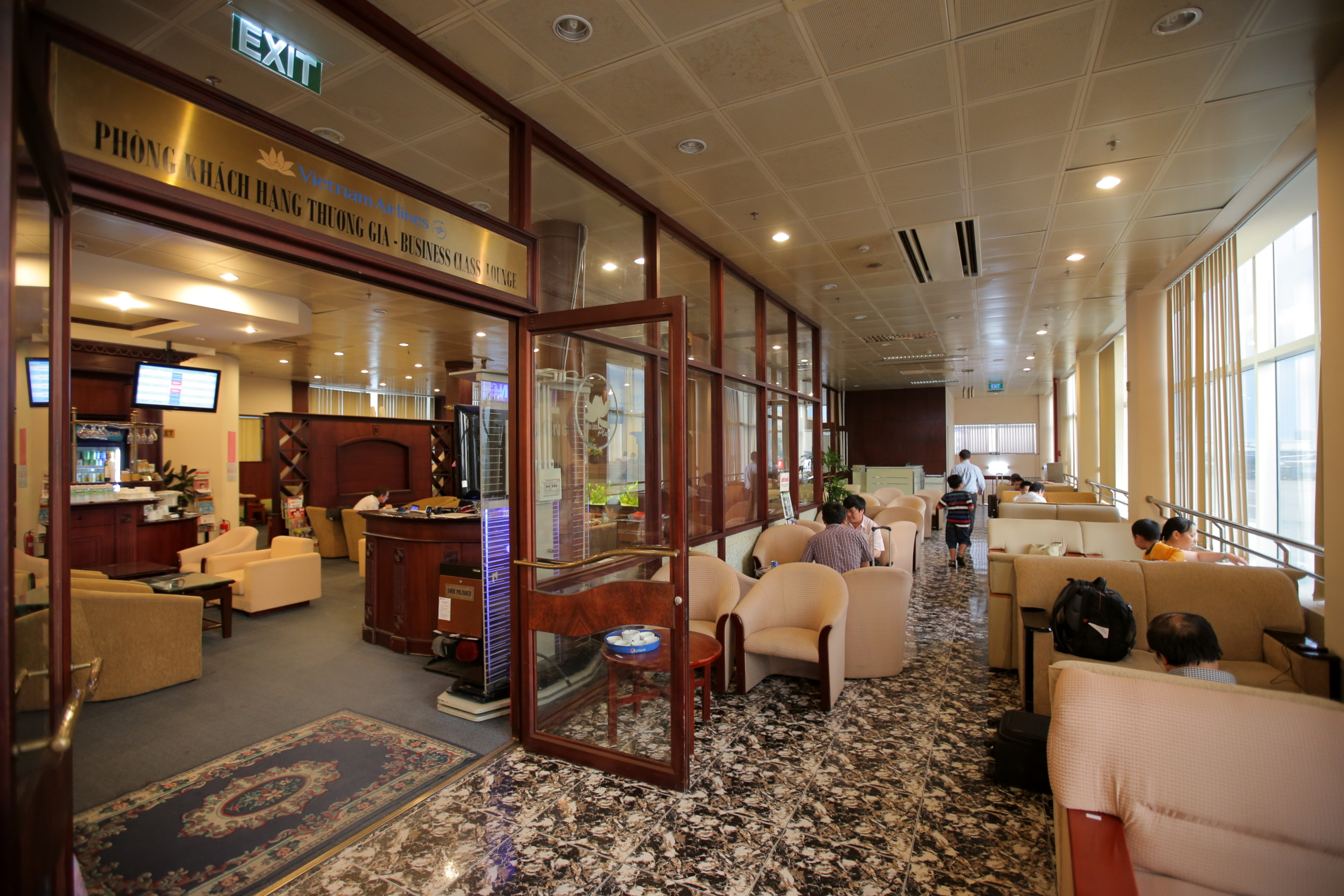
Business lounge of Tan Son Nhat International Airport

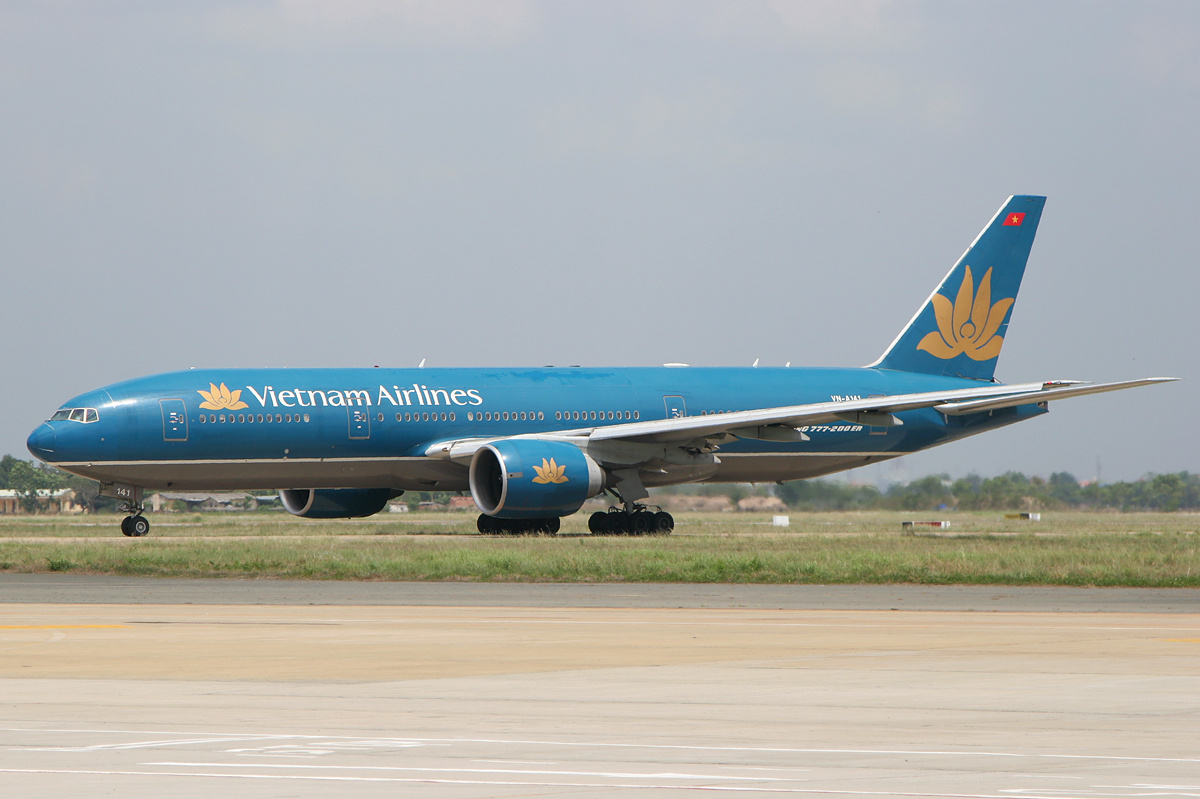
ویتنام ایرلاینز بوئینگ ۷۷۷ taxiing at Tan Son Nhat International Airport

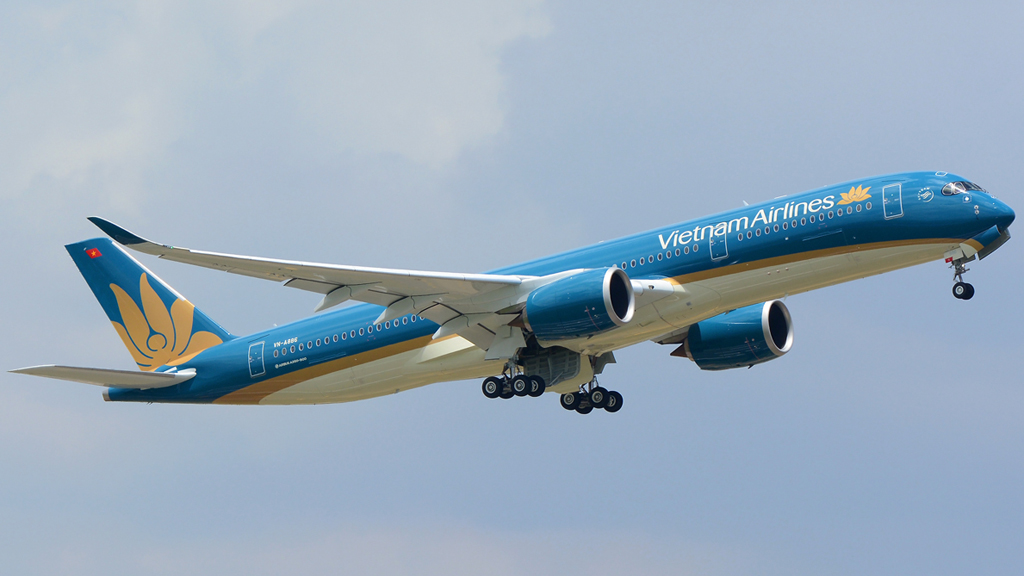
ویتنام ایرلاینز ایرباس ای۳۵۰ taking off at Tan Son Nhat International Airport

### مسافری
| شرکت‌های هواپیمایی                  | مقصدهای پروازی |
| ---------------------------------- | --- |
| آئروفلوت                           | شرمتیوو |
| ایر آستانه                         | آلماتی |
| ایر چاینا                          | پکن |
| ایر فرانس                          | شارل دوگل پاریس |
| ایرآسیا                            | ثنای، کوالالامپور، پنانگ |
| ایر نیوزیلند                       | فصلی: اوکلند |
| آل نیپون ایرویز اجرا توسط ایر ژاپن | ناریتا |
| آسیانا ایرلاینز                    | اینچئون |
| کامبوج انگکور ایر                  | پنوم‌پن، سیم ریپ، سیهانکویل |
| کاتای پاسیفیک                      | هنگ کنگ |
| سبو پسیفیک                         | نینوی آکوئینو |
| چاینا ایرلاینز                     | تائویوان تایوان |
| هواپیمایی شرقی چین                 | کونمینگ چانگشوی، شانگهای پودنگ |
| هواپیمایی جنوبی چین                | پکن، بایون گوآنگجو، شانگهای پودنگ، شنژن بن |
| هواپیمایی امارات                   | دوبی |
| هواپیمایی اتحاد                    | ابوظبی |
| اوا ایر                            | تائویوان تایوان |
| فن‌ایر                              | فصلی: هلسینکی |
| هنگ کنگ ایرلاینز                   | هنگ کنگ |
| خطوط هوایی ژاپن                    | هانه‌دا، ناریتا |
| جت‌استار                            | ملبورن، سیدنی |
| Jetstar Asia Airways               | چانگی سنگاپور |
| Jetstar Pacific Airlines           | سووارنابومی، بوون ما تووت، چو لی، لین کنگ، دا نانگ، دانگ هوای، بایون گوآنگجو، کت بای، نوا به، هنگ کنگ، ججو، کام رانح، فو کت، چانگی سنگاپور، تهو خوان، دنگ تاک، Vinh |
| کورین ایر                          | اینچئون |
| Lao Airlines                       | پاکسه |
| مالزی ایرلاینز                     | کوالالامپور |
| مالیندو ایر                        | کوالالامپور |
| مندرین ایرلاینز                    | تیچون |
| Nok Air                            | دن موئنگ |
| فیلیپین ایرلاینز                   | نینوی آکوئینو |
| هواپیمایی قطر                      | حمد، پنوم‌پن |
| رویال برونئی                       | برونئی |
| Scoot                              | چانگی سنگاپور |
| سیچوان ایرلاینز                    | نانینگ ووژو |
| سنگاپور ایرلاینز                   | چانگی سنگاپور |
| اسپرینگ ایرلاینز                   | شانگهای پودنگ |
| تای ایرآسیا                        | دن موئنگ |
| تای ایرویز اینترنشنال              | سووارنابومی |
| Thai Lion Air                      | دن موئنگ |
| Thai Vietjet Air                   | سووارنابومی |
| ترکیش ایرلاینز                     | آتاترک |
| تی وی ایرلاینز                     | اینچئون |
| Vanilla Air                        | تائویوان تایوان، ناریتا |
| ویت‌جت ایر                          | سووارنابومی، بوون ما تووت، چو لی، لین کنگ، دا نانگ، دانگ هوای، کت بای، نوا به، هنگ کنگ، فو بای، گاوشیونگ، کوالالامپور، کام رانح، فو کوئوک، پلیکو، فو کت، اینچئون، چانگی سنگاپور، تیچون، تاینان، تائویوان تایوان، تهو خوان، Vinh، یانگون |
| ویتنام ایرلاینز                    | بوون ما تووت، سووارنابومی، لین کنگ، دا نانگ، دانگ هوای، چنگدو شوانگلیو، گیمهی، فرانکفورت، فوکوئوکا، بایون گوآنگجو، کت بای، نوا به، فو بای، هنگ کنگ، سوئکارنو-هتا، گاوشیونگ، کوالالامپور، هیترو لندن، ملبورن، چوبو سنترایر، نانینگ ووژو، کام رانح، کانزای، فو کوئوک، پلیکو، شارل دوگل پاریس، پنوم‌پن، فو کت، راچ گیا، اینچئون، شانگهای پودنگ، سیم ریپ، چانگی سنگاپور، سیدنی، تائویوان تایوان، ناریتا، تهو خوان، Vinh، یانگون |
| ویتنام ایرلاینز اجرا توسط VASCO    | کا مائو، چو لی، کان داو، دنگ تاک |
| ژیامن ایرلاینز                     | زیامن گائوچی |

^  ترکیش ایرلاینز's flight from Ho Chi Minh City to Istanbul make a stop or continue on to Hanoi. Turkish Airlines, however, does not have eighth freedom traffic rights to transport passengers solely from Ho Chi Minh City to Hanoi.

### باری
{{Airport-dest-list
|3=ایر هنگ‌کنگ|4=هنگ کنگ، پنانگ
|5=کارگولوکس|6=لوگزامبورگ - فیندل
|7=کاتای پاسیفیک|8=سوئکارنو-هتا، هنگ کنگ
|9=چاینا ایرلاینز|10=ابوظبی، سووارنابومی، لوگزامبورگ - فیندل، چانگی سنگاپور، تائویوان تایوان
|11=فدکس اکسپرس|12=بایون گوآنگجو، نوا به، سوئکارنو-هتا
|13=کورین ایر|14=سوئکارنو-هتا، اینچئون
|15=ام‌ای‌اس کارگو|16=کوالالامپور، لابوآن، سووارنابومی
|17=Raya Airways|18=لابوآن